# Finsk-ugriska folk

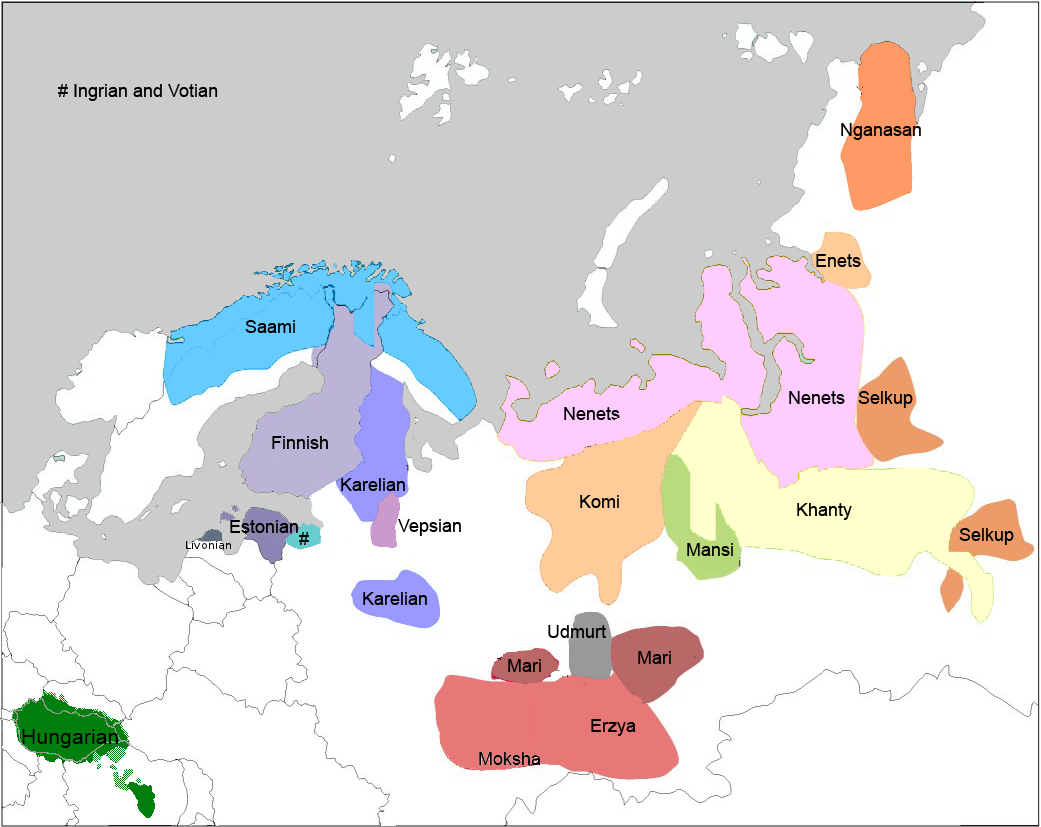
Utbredningen av de uraliska folken.

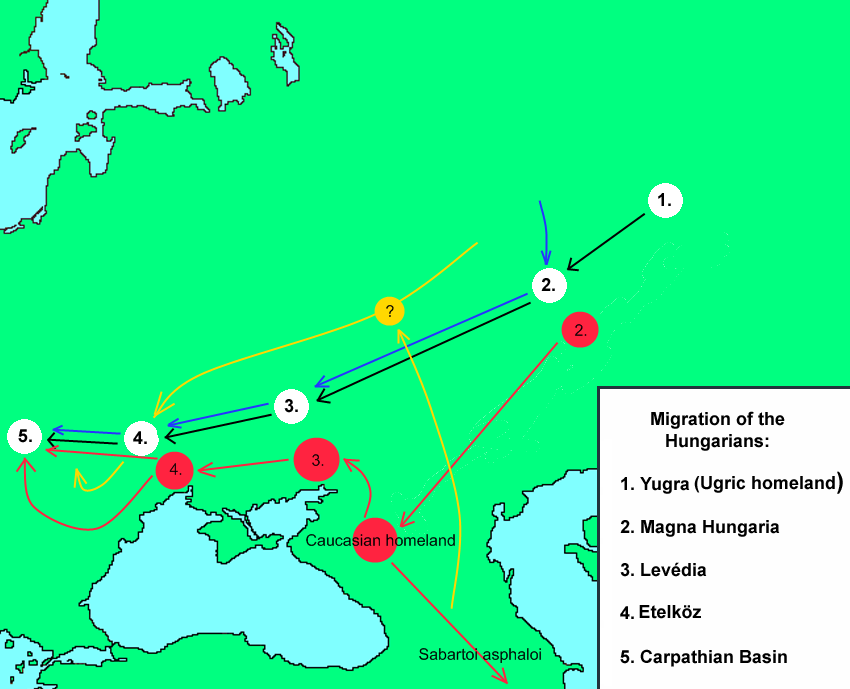
Ungrarna, som härstammar från Sibirien, är bland andra besläktade med finnar och ester.

Finsk-ugriska folk är en folkgrupp i Europa och Asien som talar finsk-ugriska språk, såsom ungrare, finnar och ester. Finsk-ugriska språk tillhör den uraliska språkfamiljen och är inte besläktade med de indoeuropeiska språken, som huvudsakligen talas i Europa. Traditionellt är uraliska folk uppdelade i finsk-ugriska och samojediska grenar men ibland kallas alla uraliska folk finsk-ugriska. Utan samojeder, finsk-ugriska folk kan indelas i fem grupper: östersjöfinnarna, volgafinnarna, komi-permjakerna, samerna och ugrerna. De finsk-ugriska folken är framför allt bosatta i nordöstra Europa och västra Sibirien.
Finsk-ugriska folk liknar sina grannar genetiskt men de delar också en liknande sibirisk komponent.